# Tegenaria parietina
Tegenaria parietina – gatunek pająka z rodziny lejkowcowatych.

## Opis
Największy przedstawiciel rodzaju Tegenaria. Długość ciała dochodzi do 20 mm u samic i do 17 mm u samców. Cechuje się zmienną intensywnością wzoru ubarwienia; spotkać można osobniki prawie szare i pozbawione obrączkowania na odnóżach, choć typowo jest ono na nich obecne. Wzór na karapaksie tworzą 3 przyciemnione, połksiężycowate plamy na krawędzi i dwa ciemne, podłużne, silnie piłkowane i czasem przerywane pasy na grzbiecie. Szczękoczułki mają po 4 ząbki na przedniej i tylnej krawędzi. Wzór na sternum składa się z trzech par symetrycznie rozmieszczonych jasnych kropek po bokach i jasnej przepaski przez środek, która z tyłu zwęża się lub zlewa z kropkami, a pośrodku tylnej połowy może mieć czarną kropkę. Opistosoma ubarwiona jest ciemnobrązowawo z żółtawo nakrapianymi bokami i rudym pasem pośrodku wierzchu, który może jednak całkiem zanikać. Przednio-bocznie od tego pasa położone są krótkie, czarne kreski, a bardziej w tyle 1–2 białe kropki i 4–5 niewyraźnych szewronów. Dystalny brzeg trapezowatego stożeczka jest pośrodku wcięty. Kądziołki przędne tylno-bocznej pary mają oba człony równej długości: nasadowy przyciemniony, a odsiebny jasny.
Nogogłaszczki samców cechuje cymbium w stosunku do bulbusa znacznie dłuższe niż u kątnika rdzawego oraz krótki i prawie prosty konduktor o krótkiej, zaokrąglonej końcówce brzusznej i płytkowatej końcówce grzbietowej. Apophysis tibialis retrolateralis złożona jest z trzech odgałęzień: brzuszne jest szeroko płatowate i wyciągnięte dystalnie w listewkę, brzuszne jest szerokie i dystalnie ścięte, a grzbietowe silnie zesklerotyzowane i dystalnie zakończone rozwartokątnym szpicem.
Samica ma epigyne z małą błoniastą częścią środkową oraz mniej więcej trapezowato wklęśniętą przednią krawędzią sklerytu tylnego. Jej wulwa zawiera przewody kopulacyjne bez rozróżnialnych spermatek (ang. combined ducts), oddalone od siebie o więcej niż trzy ich średnice, oraz przewód zapładniający w postaci liściokształtnych przydatek.

## Występowanie
W Europie podawany z Austrii, Belgii, Bułgarii, Chorwacji, Danii, Francji (z Korsyką włącznie), Grecji (włącznie z wyspami), Hiszpanii (z Balearami włącznie), Holandii, Irlandii, byłej Jugosławii, Liechtensteinu, Macedonii Północnej, Malty, Niemiec, Portugalii (w tym z Azorów i Madery), Rumunii, Słowacji, Słowenii, Szwecji, Szwajcarii, Wielkiej Brytanii i Włoch (z Sardynią i Sycylią włącznie). W północnej części kontynentu synantropijny, spotykany zwłaszcza w starych budynkach, dalej na południe także w środowisku naturalnym. W Polsce również występuje. Poza Europą znany z Afryki Północnej, RPA, Azji Zachodniej i Środkowej, Indii, Sri Lanki oraz Ameryki Środkowej i Południowej aż po Argentynę.